# چیمنی پوینت (ورمانت)
چیمنی پوینت (به انگلیسی: Chimney Point) یک منطقهٔ مسکونی در ایالات متحده آمریکا است که در ادیسون، ورمانت واقع شده‌است.